# Maple Valley (Washington)

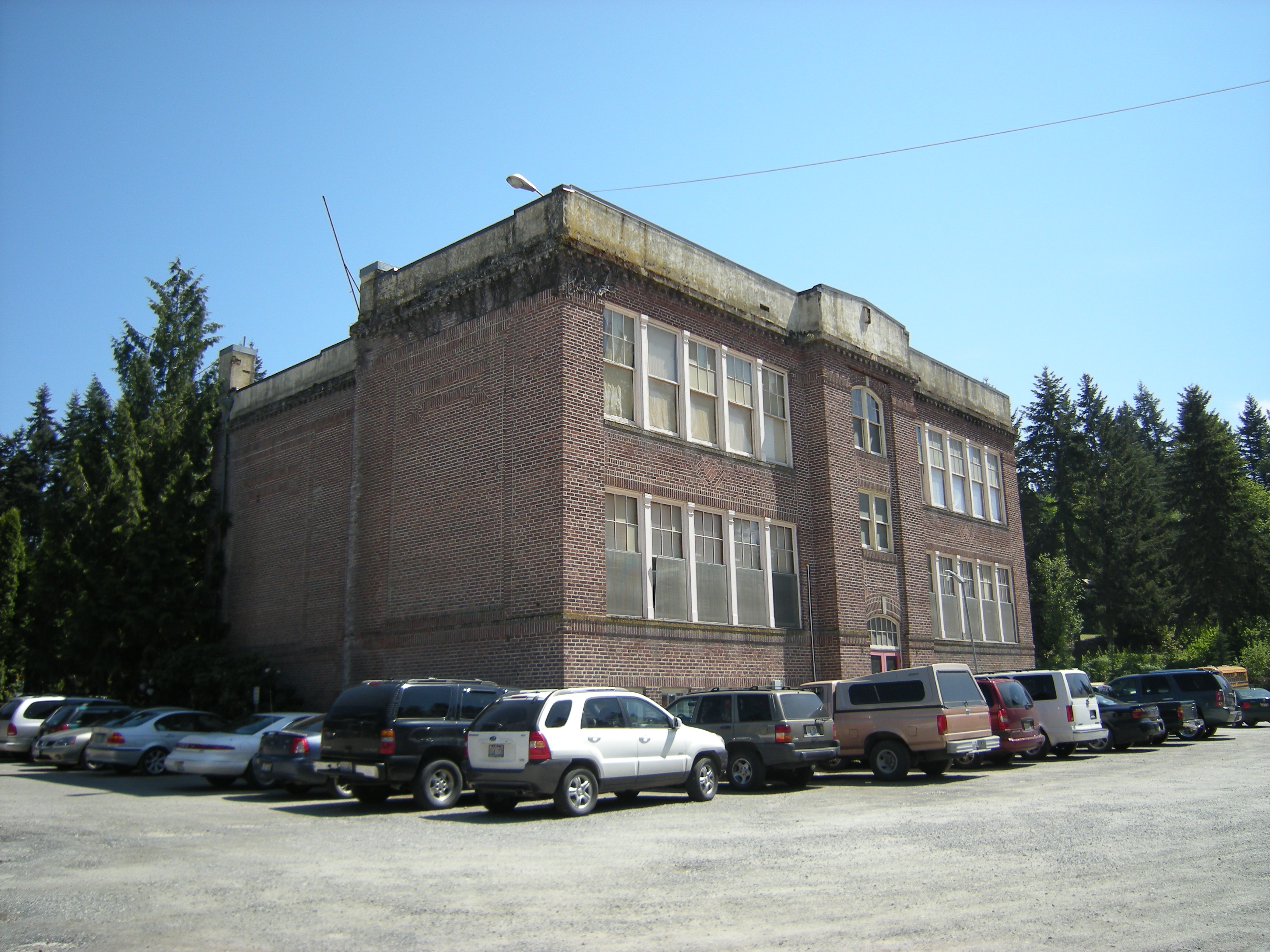
Historická městská škola.

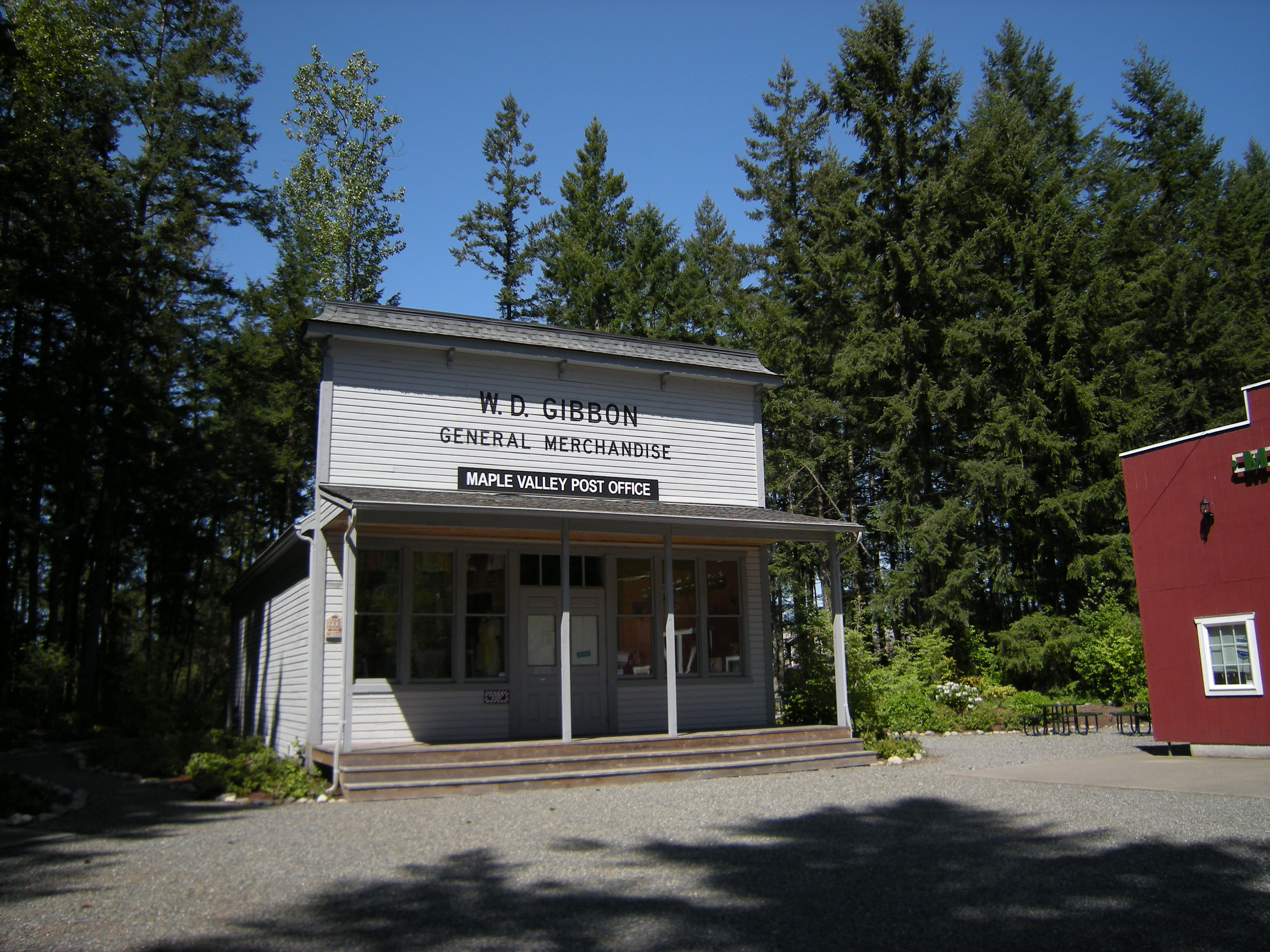
Jedna z budov v replice města z minulosti ve zdejším muzeu.

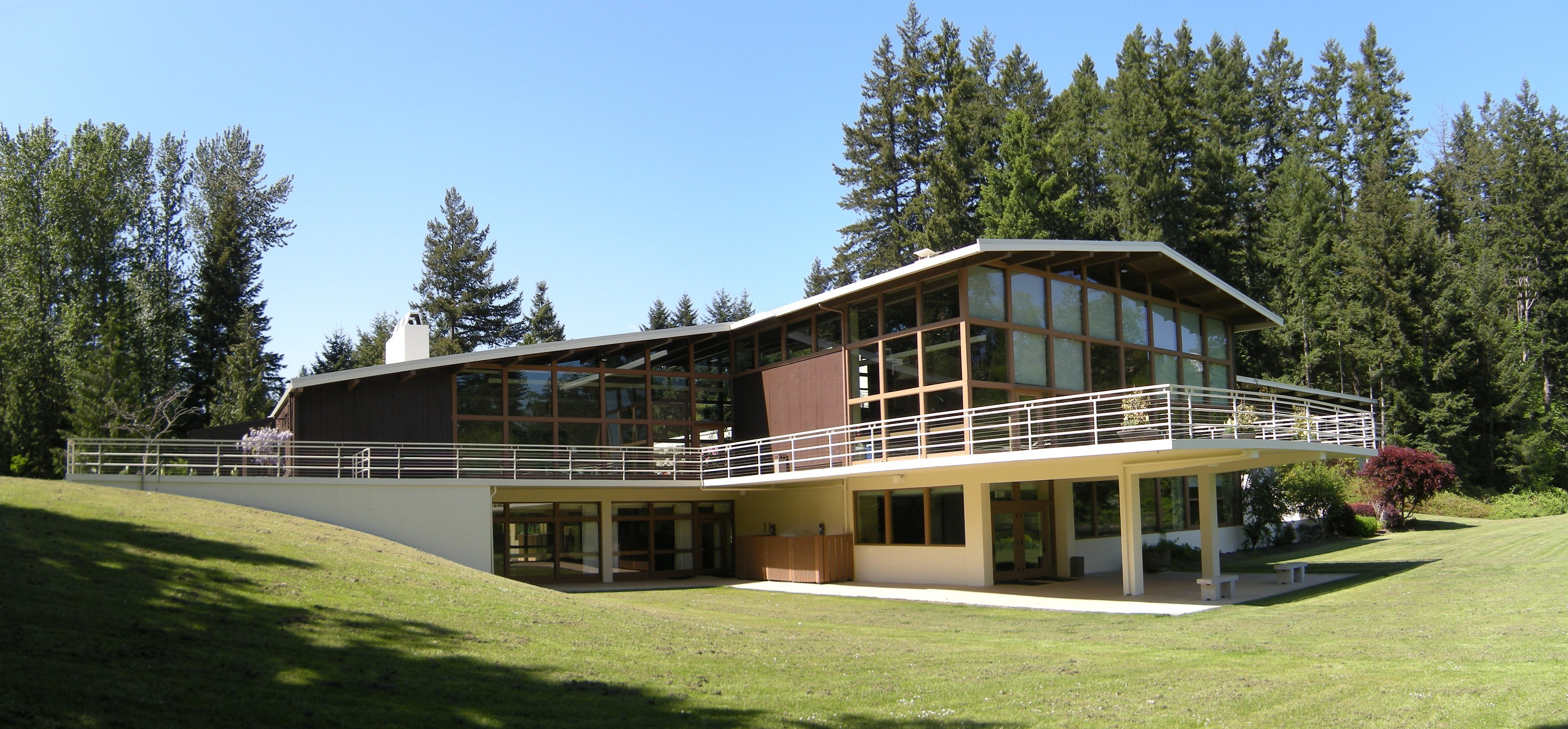
Bývalý hotel a nynější centrum parku u jezera Lake Wilderness.

Maple Valley je město v okrese King v americkém státě Washington. V roce 2010 mělo 22 684 obyvatel.

## Historie
Území města bylo poprvé osídleno roku 1879 třemi muži, kteří spravovali zdejší stezku a přivedli sem své rodiny. Když se rozhodovalo o názvu města, hlasovalo se mezi jmény Vine Maple Valley a Maple Ridge. Volení probíhalo vhozením lístku s preferovaným jménem do klobouku. První alternativa získala dvě třetiny hlasů, ale slovo Vine bylo později odstraněno poštou, aby došlo ke zkrácení jména města.
Na počátku své historie bylo město spjato s těžbou uhlí, pilařskými závody pro výrobu domů a železnicí, která přes něj vedla. Do Maple Valley se uhlí dostávalo nejen z jižněji položené obce Black Diamond, ale také z hory Cedar Mountain, která ležela ve městě samotném. Tamní důl byl zavřen až roku 1947. Výstavba Seattlu navíc zablokovala zdejší železnici Northern Pacific, což do dolů i pil přivedlo více pracovníků, kteří se ve městě usadili, a Maple Valley mohlo růst.
Město rostlo a v 10. a 20. letech minulého století už mělo vlastní kovářské dílny, hotely, obchody a salóny. Také zde vznikly školy, nejprve však opravdu skromné. V roce 1910 byla otevřena škola o dvou místnostech, brzy ale město potřebovalo větší školu. Roku 1920 byla postavena třípatrová cihlová budova, kterou obsadila střední škola Tahoma High School. Nejednalo se však o indiánský název Mount Rainier, ale spojení začátků názvů obcí Taylor, Hobart a Maple Valley, které škola obsluhovala. Škola stále existuje jako prostřední škola školního obvodu Tahoma.
Po přísunu nových obyvatel ve městě vzkvétalo zemědělství a rybářství, v čele zdejšího zemědělství bylo mléko, drůbež a plody. Oblíbený byl rybolov v řece Cedar.
Na začátku 20. let byla ve městě postavena rovněž letoviska. Jezero Lake Wilderness, na jejímž břehu kdysi stál okresní pilařský závod, se stalo turistickým rychle po otevření Gaffney's Grove s restaurací, tanečním sálem a kluzištěm pro kolečkové bruslení. Později bylo u jezera postaveno i letiště, ubytovna, chalupy, devítijamkové golfové hřiště a bowlingová dráha. V provozu bylo letovisko až do roku 1964.
Zvýšený počet automobilů v oblasti způsobil stavbu nových silnic vedoucích do města. Na začátku 60. letech byla mezi Auburnem, Maple Valley a North Bendem postavena silnice Washington State Route 18, kvůli níž muselo být zbořeno nebo přesunuto mnoho významných památek.

### Nedávná historie
Město bylo oficiálně začleněno až v srpnu 1997 a nyní se jedná o převážně obytnou obec s obchodními centry, čerpacími stanicemi a domy. Městská historická společnost zaznamenává historii města, ve kterém se také nachází dvě muzea s artefakty jako je první městské hasičské auto nebo fotografie historických míst ve městě a okolí. Staré letovisko Gaffney's Grove je nyní městským parkem, městem prochází turistické stezky, jako například Cedar River Trail. V parku Gaffney's Grove se nachází pláž pro plavce, botanická zahrada a rozlehlé lučiny. Každý červen se zde navíc koná městský festival. V roce 2011 umístil město časopis FamilyCircle mezi deset nejlepších rodinných měst v zemi. V květnu 2012 má být otevřen obchodní komplex Maple Valley Town Square, jehož částí je i supermarket Fred Meyer.

## Geografie
Ze 14,5 km², které patří do rozlohy města, tvoří 3 % vodní plocha. Mezi vodní plochy ve městě patří jezera Lake Wilderness, Pipe Lake a Lucernské jezero, městem také protéká potok Rock Creek a jen kousek za hranicemi města se nachází řeka Cedar.

## Demografie
Ze 22 684 tisíc obyvatel, kteří město obývali roku 2010, tvořili 86 % běloši, 5 % Asiaté a 2 % Afroameričané. 6 % obyvatelstva bylo hispánského původu.

## Policie
Město obsluhují policisté zaměstnávaní úřadem okresního šerifa, kteří nosí městské uniformy a řídí auta s logem města. Momentálně je k městu na plný úvazek přiděleno osm strážníků, jeden důstojník a jeden náčelník.

## Osobnosti z města
- Brandi Carlile – americká popová, rocková, folková a country zpěvačka